# 甲苯噻嗪
甲苯噻嗪（英語：Xylazine），是一種用於動物上鎮靜和麻醉的藥物。

## 歷史
它最初被研究用於人類作為抗高血壓藥物，但由於副作用而停止了在人類使用上的開發。甲苯噻嗪於 1972 年被美國食品和藥物管理局批准用作獸醫鎮靜劑，但未獲准用於人類。